# Omophron yunnanense
Omophron yunnanense (лат.) — вид жуков-жужелиц из семейства Carabidae. Ареал: юго-западный Китай (Jinghong, Юньнань, типовая серия хранится в коллекции South China Agricultural University, Гуанчжоу). Длина тела около 5,5 мм, ширина 3,8 мм. Пятна на надкрыльях, переднеспинке и голове тёмно-зелёные.